# Harald Kivioja
Harald Kivioja, ur. jako Harald Grünberg (ur. 7 grudnia 1908 w Nursi, zm. 7 marca 1978 w Borås) – estoński strzelec, multimedalista mistrzostw świata.

## Życiorys
Urodził się jako Harald Grünberg (w 1935 roku zmienił nazwisko na Kivioja). Ukończył szkołę podstawową w Võru i technikum ślusarskie w tej samej miejscowości. Należał do Pułku Kawalerii w Tartu. 
Strzelectwo zaczął uprawiać w 1928 roku. W reprezentacji Estonii startował od 1936 do 1939 roku, zdobywając w tym czasie 10 medali mistrzostw świata (9 złotych i 1 srebrny). Dwukrotnie stał na podium w konkurencjach indywidualnych, zostając w 1937 roku mistrzem świata w karabinie małokalibrowym klęcząc z 50 m, a także wicemistrzem globu w 1939 roku w karabinie dowolnym klęcząc z 300 m (pokonał go wyłącznie rodak Kaarel Kübar). W latach 1936–1939 zdobył 13 medali mistrzostw Estonii, w tym 6 złotych. Był sześciokrotnym indywidualnym i ośmiokrotnym drużynowym rekordzistą kraju. 
W 1944 roku wyjechał do Niemiec, a w 1946 roku do Szwecji, w której osiadł na stałe.

## Wyniki

### Medale na mistrzostwach świata
Opracowano na podstawie materiałów źródłowych:
| Mistrzostwa   | Konkurencja                                     | Wynik             | Miejsce |
| ------------- | ----------------------------------------------- | ----------------- | ------- |
| Helsinki 1937 | Karabin dowolny, trzy postawy, 300 m, drużynowo | 5526 pkt. (druż.) | złoto   |
| Helsinki 1937 | Karabin dowolny leżąc, 300 m, drużynowo         | 1918 pkt. (druż.) | złoto   |
| Helsinki 1937 | Karabin dowolny klęcząc, 300 m, drużynowo       | 1856 pkt. (druż.) | złoto   |
| Helsinki 1937 | Karabin dowolny stojąc, 300 m, drużynowo        | 1752 pkt. (druż.) | złoto   |
| Helsinki 1937 | Karabin małokalibrowy klęcząc, 50 m, drużynowo  | 1897 pkt. (druż.) | złoto   |
| Helsinki 1937 | Karabin małokalibrowy klęcząc, 50 m             | 385 pkt.          | złoto   |
| Lucerna 1939  | Karabin dowolny, trzy postawy, 300 m, drużynowo | 5433 pkt. (druż.) | złoto   |
| Lucerna 1939  | Karabin dowolny klęcząc, 300 m                  | 379 pkt.          | srebro  |
| Lucerna 1939  | Karabin małokalibrowy leżąc, 50 m, drużynowo    | 1977 pkt. (druż.) | złoto   |
| Lucerna 1939  | Karabin małokalibrowy klęcząc, 50 m, drużynowo  | 1944 pkt. (druż.) | złoto   |